# Samoa Joe
Nuufolau Joel "Joe" Seanoa (Orange County (Californië), 17 maart 1979), beter bekend als Samoa Joe, is een Amerikaans professioneel worstelaar die sinds 2022 actief is in All Elite Wrestling (AEW). Joe is best bekend van zijn tijd bij de World Wrestling Entertainment, Ring of Honor Wrestling Entertainment (ROH) en Total Nonstop Action Wrestling (TNA, nu bekend als Impact Wrestling).
Joe begon zijn carrière in 2002 bij ROH en vanaf 2005 begon hij te verschijnen in TNA door een samenwerking tussen twee promoties. Joe boekte zeer groot succes in twee promoties. Hij is een voormalige ROH World Champion, waar hij het kampioenschap 21 maanden hield. Tevens is hij een voormalige ROH Pure Champion. In 2015 maakte hij een korte terug naar de promotie, voordat hij in 2016 naar WWE ging. In het voorjaar van 2022 maakte Joe een tweede terugkeer naar ROH bij het evenement Supercard of Honor XV. Kort daarna werd er onthuld door Tony Khan, die nu in bezit is van ROH, dat Joe een contract had getekend met All Elite Wrestling (AEW). Joe is de 7e ROH Triple Crown Champion.
Bij zijn tijd in TNA, bekwam Joe een voormalige TNA World Heavyweight Champion die hij won bij het evenement Lockdown. Tevens is hij een 5-voudig TNA X Divison Champion, 2-voudig TNA World Tag Team Champion, waarvan een keer met Magnus en een voormalige TNA Television Champion die hij won op een aflevering van Impact Wrestling. Joe heeft verschillende toernooien gewonnen in de promotie waaronder de 2008 King of the Mountain toernooi bij het evenement Slammiversary. Totslot is hij 6-voudig winnaar van de TNA Year End Awards, waar hij in 2006 en 2007 "Feud of the Year" vs. Kurt Angle twee keer ontving. Joe is in TNA de 3e TNA Triple Crown en Grand Slam Champion.
Tussen 2003 en 2014 was Joe actief in het onafhankelijk worstecircuit. Hij maakt verschijningen bij verschillende kleine onafhankelijke worstelorganisaties waaronder Pro Wrestling Guerrilla (PWG), Independent Wrestling Association Mid-South (IWA-MS), Championship Wrestling From Hollywood (CWFH) en het Puerto Ricaanse International Wrestling Association (IWA) Joe was tevens ook actief in het Europese onafhankelijke worstelcircuit waaronder voor German Stampede Wrestling (GSW), International Pro Wrestling: United Kingdom (IPW:UK), en Westside Xtreme Wrestling (wXw).
Op 20 mei 2015 maakte Joe zijn debuut voor WWE bij NXT bij het evenement NXT TakeOver: Unstoppable. Joe won samen met toenmalige NXT Champion Finn Bálor het inaugurele Dusty Rhodes Tag Team Classic-toernooi in 2015. Bij zijn tijd bij NXT bekwam Joe een 3-voudig NXT Champion. In 2017 werd hij door verwezen naar het hoofdrooster en bekwam een 2-voudig WWE United States Champion. Joe was headliner in verschillende pay-per-view (PPV) evenementen bij het bedrijf voor het WWE Universal Championship evenals het WWE Championship. Later het jaar, tijdens het coronapandemie, kwam Joe een commentator voor het bedrijf. In 2021 werd hij vrijgegeven van zijn contract door het bedrijf, maar voormalige professioneel worstelaar Triple H bracht hem 2 maanden later weer terug voor een korte periode in NXT, voordat hij in januari 2022 opnieuw vrijgegeven werd van zijn contract.

## WWE
Op 30 januari 2017 maakte Joe zijn debuut in de regulaire competitie op de aflevering van RAW viel hij in opdracht van Triple H Seth Rollins aan. 2 dagen later werd er bekendgemaakt dat Rollins een knieblessure er aan had overgehouden.

## In het worstelen
- Finishers[1]
  - CCS Enzuigiri
  - Chimera-Plex (Independent circuit)
  - Coquina Clutch (TNA) / The Clutch (TNA) / The Choke (Independent circuit)
  - Island Driver
  - Muscle Buster
- Signature moves[1]
  - Atomic Drop
  - Death Valley driver
  - Elbow Suicida
  - Facewash
  - Inverted atomic drop gevolgd door een running single leg dropkick en afgewerkt met een running senton
  - Lariat
  - Meerdere suplex variaties
    - Dragon
    - Exploder
    - German
    - Half nelson
    - Head and arm

  - Olé Kick
  - Samoan drop
  - Samoan Elbow
  - Sidewalk slam
  - Snap scoop powerslam followed into either a cover attempt or a crucifix armbar
  - STF
  - STJoe

## Prestaties
- Joe is een voormalige TNA World Heavyweight Champion.Ballpark Brawl

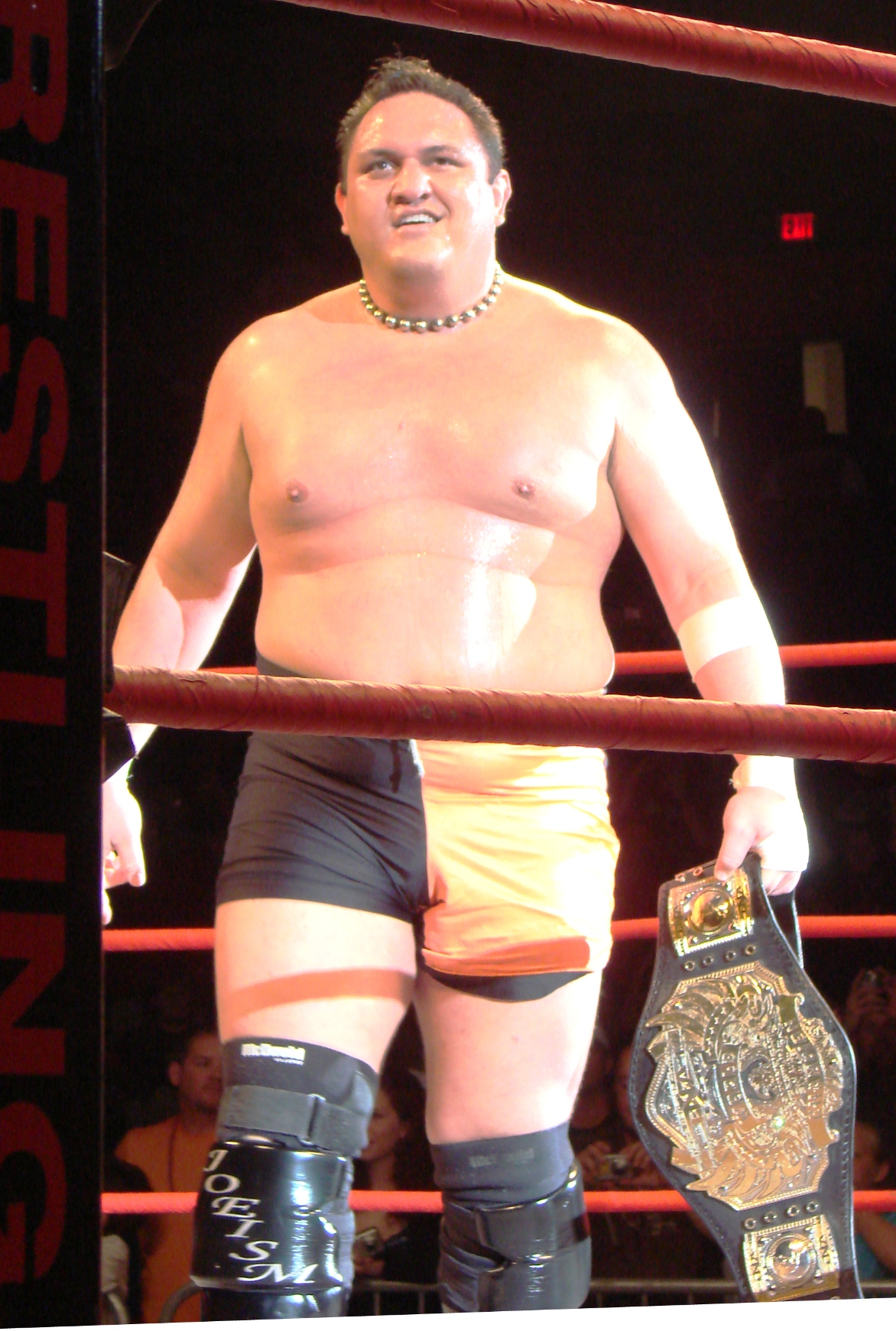
Joe is een voormalige TNA World Heavyweight Champion.

  - Natural Heavyweight Championship (1 keer)[12]
- CBS Sports
  - Commentator of the Year (2020)
  - Smack Talker of the Year (2018)
- Extreme Wrestling Federation
  - Xtreme 8 Tournament (2006)[13]
- IWA Mid-South
  - Revolution Strong Style Tournament (2004)[13]
- German Wrestling Association
  - GWA Heavyweight Championship (1 keer)[12]
- Lucha Libre AAA Worldwide
  - Tag Team Tournament (2006) – met AJ Styles, Homicide en Low Ki
- Pro Wrestling Illustrated
  - Feud of the Year (2007) vs. Kurt Angle[14]
  - Most Popular Wrestler of the Year (2006)[15]
  - Gerangschikt op #4 van de top 500 singles worstelaars in de PWI 500 in 2006 en 2008[16]
- Pro Wrestling Noah
  - GHC Tag Team Championship (1 keer) – met Magnus[12]
- Pro Wrestling Zero-One
  - NWA Intercontinental Tag Team Championship (1 keer) – met Keiji Sakoda[12]
- Ring of Honor
  - ROH World Championship (1 keer)[12]
  - ROH World Television Championship (1 keer)[12]
  - ROH Pure Championship (1 keer)[12]
  - 7e ROH Triple Crown Champion
  - ROH Hall of Fame (Class of 2022)[17]
- SoCal Uncensored
  - Rookie of the Year (2000)
- Total Nonstop Action Wrestling
  - TNA Television Championship (1 keer)[12]
  - TNA World Heavyweight Championship (1 keer)[12]
  - TNA World Tag Team Championship (2 keer) – 1x bij zijnzelf en 1x met Magnus[12]
  - TNA X Division Championship (5 keer)[12]
  - King of the Mountain (2008)
  - Maximum Impact Tournament (2011)[13]
  - TNA X Division Championship Tournament (2014)[13]
  - Super X Cup (2005)[13]
  - Feast or Fired (2009 – World Heavyweight Championship contract)[13]
  - TNA Turkey Bowl (2007)[13]
  - Gauntlet for the Gold (2007 – TNA World Heavyweight Championship)[13]
  - Wild Card Tournament (2011) – met Magnus[13]
  - 3e TNA Grand Slam Champion
  - 3e TNA Triple Crown Champion
  - TNA Year End Awards (6 keer)
    - Mr. TNA (2006, 2007)
    - X-Division Star of the Year (2006)
    - Feud of the Year (2006, 2007) vs. Kurt Angle
    - Finisher of the Year (2007) Muscle Buster
- Twin Wrestling Entertainment
  - TWE Heavyweight Championship (1 keer)
- Ultimate Pro Wrestling
  - UPW Heavyweight Championship (1 keer)[12]
  - UPW No Holds Barred Championship (1 keer)
- Wrestling Observer Newsletter
  - Best Brawler (2005, 2006)[18]
  - Most Outstanding Wrestler (2005)[19]
  - Pro Wrestling Match of the Year (2005) vs. Kenta Kobashi bij Joe vs. Kobashi[20]
- World Wrestling Entertainment
  - NXT Championship (3 keer)[12]
  - WWE United States Championship (2 keer)[12]
  - Dusty Rhodes Tag Team Classic (2015) – met Finn Bálor[13]